# Rhyacophila pieli
Rhyacophila pieli là một loài Trichoptera trong họ Rhyacophilidae. Loài này komt voor in Trung Quốc.